# DIO Groningen
Door Inspanning Ontspanning Groningen (DIO Groningen) is een amateurvoetbalclub uit Groningen. DIO werd op 17 mei 1971 opgericht als DIO Oosterhoogebrug. Het was de club voor Oosterhoogebrug, van oorsprong een zelfstandig dorp, maar sinds 1969 deel van de gemeente Groningen. Om naamsverwarring te voorkomen met DIO Oosterwolde werd de naam gewijzigd in DIO Groningen. De club speelde vroeger op het “Van Starkenborghcomplex" en sinds 1999 op het “Sportpark Kardinge". De clubkleuren zijn groen en wit.

## Standaardelftal

### Zaterdag
Het standaardelftal speelde laatstelijk in het seizoen 2019/20 in de Vijfde klasse zaterdag van het KNVB-district Noord.

#### Competitieresultaten 1997–2020
| 5 3A |

| 3 3A |

|  |

| 2 6A |

| 7 6D |

| 7 6B |

| 3 6D |

| 4 6D |

| 12 5C |

| 10 6C |

| 12 6C |

| 4 6D |

| 9 6E |

| 7 6D |

| 8 6D |

| 9 6D |

| 9 6D |

| 13 5E |

| 13 5F |

|  |

|  |

| 11 5D |

| 13 5D |

| 14 5A |

| 10 5D |

| 12 5D |

| -- 5D |

| Vijfde klasse | Zesde klasse | Derde klasse GVB |

### Zondag
Het eerste zondagelftal speelde in het seizoen 2011/12 een half jaar in de Zondag Hoofdklasse C op het tweede amateurniveau. DIO was daarmee pas de vierde club uit de stad Groningen die de zondaghoofdklasse wist te bereiken. Dat terwijl de ploeg tot 1981 nog in de toenmalige provinciale GVB (KNVB-afdeling Groningen) speelde. Met Martin Koeman als trainer bereikte DIO in 1983 voor het eerst de derde klasse. In 1988 werd voor het eerst de tweede klasse bereikt en in 1991 de eerste klasse. Daarna volgden echter jaren van neergang waarbij DIO in een paar seizoenen afzakte tot de vijfde klasse. Vanaf 2001 zat de club weer in de lift.
In het seizoen 2008/09 werd DIO kampioen in de derde klasse. Ook werd dat seizoen de kwartfinale van de districtsbeker (Noord) bereikt, waarin met 5-0 van ACV werd verloren. In het volgende seizoen werd de titel in de tweede klasse net gemist, maar was er wel promotie. Op 8 mei 2011 schreef DIO Groningen historie door bij Achilles 1894 in Assen promotie naar de Hoofdklasse af te dwingen. Dit gebeurde in dezelfde maand dat de vereniging haar 40-jarig jubileum vierde. Halverwege het eerste seizoen in de Hoofdklasse besloot de club zich uit de Hoofdklasse terug te trekken. Het spelen in die klasse kostte meer dan dat het financieel opleverde. Het stond toen op de laatste plaats in de competitie.

#### Competitieresultaten 1982–2012
| 3 4G |

| 1 4E |

| 12 3B |

| 1 4D |

| 6 3B |

| 7 3B |

| 1 3D |

| 2 2A |

| 6 2B |

| 1 2A |

| 8 1C |

| 12 1C |

| 11 2A |

| 5 3D |

| 7 3D |

| 12 3A |

| 12 4D |

| 5 5D |

| 9 5D |

| 1 5D |

| 3 4D |

| 2 4D |

| 7 3B |

| 6 3B |

| 7 3B |

| 6 3C |

| 6 3C |

| 1 3D |

| 2 2K |

| 1 1F |

| xx C |

| Hoofdklasse | Eerste klasse | Tweede klasse | Derde klasse | Vierde klasse | Vijfde klasse |

In elke staaf van de grafiek staat van boven naar beneden vermeld: 
- Eindnotering

Dit is de positie die de club heeft bereikt in de competitie, zonder eventuele beslissings-, play-off- of nacompetitiewedstrijden die nodig zijn geweest om bijvoorbeeld de kampioen van de competitie te bepalen.
Indien een * achter het getal staat is de notering een tussenstand en kan het zijn dat de notering niet overeenkomt met de uiteindelijke eindstand van de competitie.
Staat er een - dan is het seizoen nog bezig en is er geen definitieve uitslag bekend.
Staat er xx op de positie van de notering, dan heeft de club vroegtijdig de competitie verlaten. Dit kan onder andere komen door terugtrekking van het team, faillissement van de club of door een uitgedeelde straf van de KNVB. In veel gevallen staat elders in het artikel de reden vermeld.
Staat er een ? dan is het resultaat uit het verleden onbekend, en is alleen de competitie of het niveau bekend van dat seizoen.
In de seizoenen 2019/20 en 2020/21 werd wegens de coronacrisis het amateurvoetbal afgebroken. Daardoor kennen deze staven geen eindklassering (middels -- weergegeven).
- Competitieniveau en afdelingsletter of Officiële eindstand Eredivisie
  - Competitieniveau en afdelingsletter

Hierbij geeft het getal het niveau weer, dat ook terug te vinden is in de legenda. De letter is de afdelingsaanduiding en wordt gebruikt wanneer er meer afdelingen zijn op hetzelfde niveau. De afdelingsletter is altijd een hoofdletter en wordt meestal zonder nummer gebruikt.
Voorbeeld: 2F is niveau 2e klasse competitie F.
Het competitieniveau en nummer wordt niet vermeld wanneer er slechts één competitie van dit niveau was.
  - Officiële eindstand Eredivisie (getal staat tussen haakjes vermeld)

Sinds de introductie van play-offwedstrijden voor Europees voetbal na afloop van de reguliere competitie in 2005/06, is de KNVB verplicht een eindstand van de Eredivisie door te geven aan de UEFA aan de hand van deze play-offwedstrijden.
Bij deze eindstand staan clubs die zich hebben gekwalificeerd voor Europees voetbal hoger dan clubs die zich niet wisten te kwalificeren. Indien er geen verschil was tussen de eindnotering en de officiële eindstand, staat dit getal niet vermeld.

- Onderafdeling

Hier staat afgekort de naam van de onderafdeling indien de club in dat jaar in een onderafdeling uitkwam. Tevens staat deze afkorting in de legenda en wordt gelinkt naar het artikel over deze onderafdeling. Deze afkorting wordt alleen vermeld wanneer de club in het verleden in verschillende onderafdelingen heeft gespeeld. Deze vermelding is in de staaf altijd in kleine letters. Deze onderafdelingen zijn na het seizoen 1995/96 afgeschaft. Heeft de club in slechts één onderafdeling gespeeld, dan is dit alleen terug te vinden in de legenda.
Onder de staaf staat het jaartal vermeld waarin het seizoen is afgesloten. 15 verwijst naar het seizoen 2014/15 of eventueel het seizoen 1914/15.
Wanneer een staaf leeg is, zijn deze gegevens niet bekend. Het kan ook zijn dat de club dat seizoen niet heeft meegespeeld op het hogere amateurniveau, vroegtijdig de competitie heeft verlaten of uit de competitie is gezet.

In het seizoen 1944/45 was er wegens de Tweede Wereldoorlog geen regulier competitievoetbal.

## Bekende (Oud-)spelers
- Steven de Blok

Amicitia VMC · Be Quick 1887 · Blauw Geel '15 · DIO Groningen · DIVA '83 · VV Engelbert · GSAVV Forward · VV GEO · VV Glimmen · VV Gorecht · GRC Groningen · Groen-Geel · VV Groningen · VV Groninger Boys · VV Gruno · GVAV-Rapiditas · VV Haren · VV Helpman · HFC'15 · Italian Boys · Kids United · GSVV The Knickerbockers · FC Lewenborg · Lycurgus · VV Mamio · VV Omlandia · Oosterparkers · Oranje Nassau · PKC '83 · VV Potetos · SC Stadspark · Sv TEO · Velocitas 1897 · VVK · SV Woltersum